# Portugisiskt medborgarskap

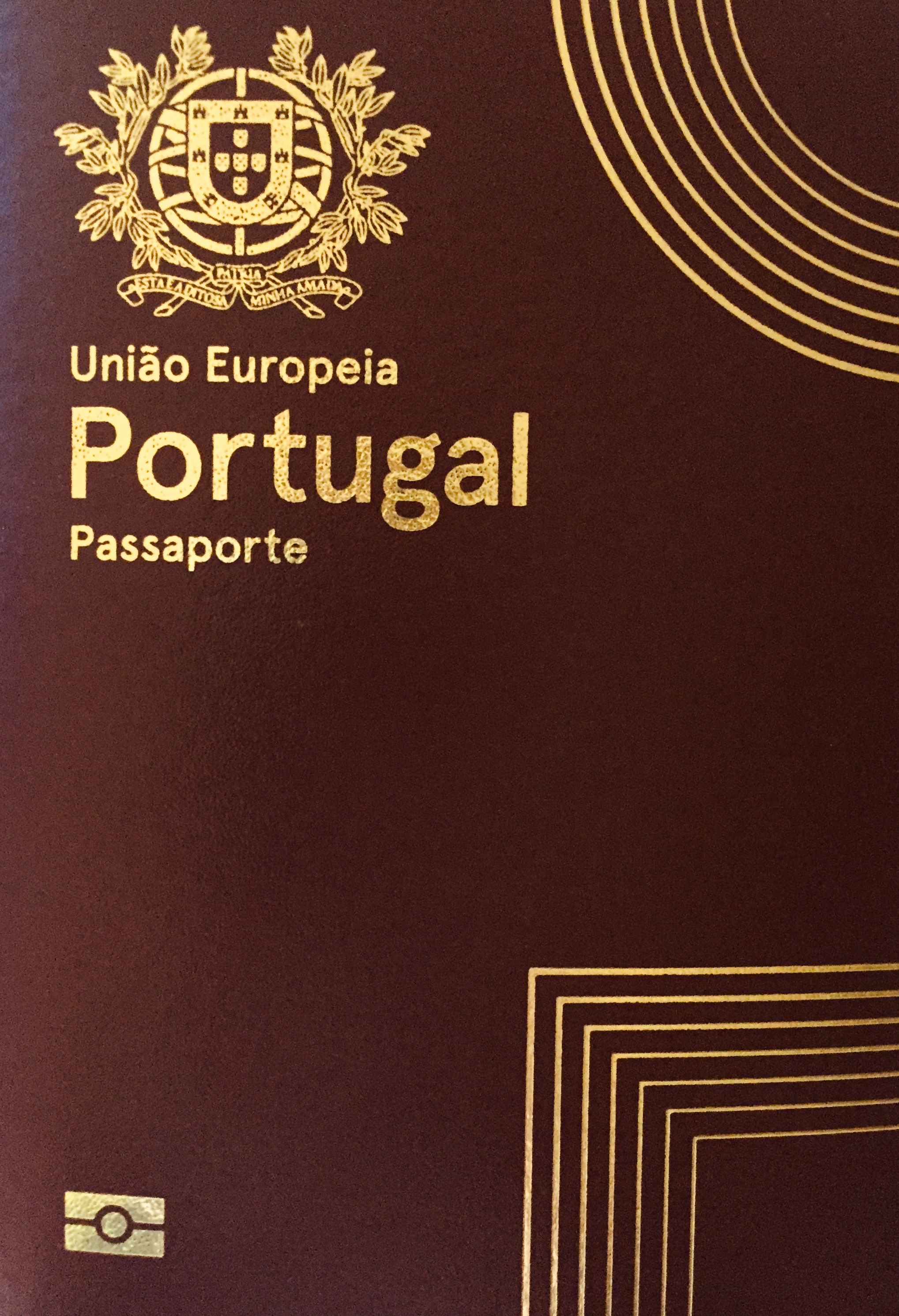
Portugals passport som landets medborgare kan ansöka om

Portugisiskt medborgarskap är den legala förbindelsen mellan republiken Portugal och en privatperson. Staten följer jus sanguinis-principen.

## Medborgarskap genom födelse
En person är en infödd portugisisk medborgare om han eller hon har åtminstone en förälder som har portugisiskt medborgarskap vid barnets födelse. Också sådana barn som är födda i Portugal kan bli portugisiska medborgare om åtminstone en av deras föräldrar har varit bosatt i Portugal i minst två år och är inte diplomater. Barn som är födda i Portugal men kan inte få sina utländska föräldrars medborgarskap räknas också som infödda portugisiska medborgare.

## Medborgarskap genom ansökan
Man kan få portugisiskt medborgarskap genom ansökan om man uppfyller följande krav:
- har varit lagligt bosatt i Portugal i åtminstone 5 år
- har ingen straffregister
- har inga skatteskulder i Portugal
- kan portugisiska åtminstone på nivån A2
- har bevisligen integrerat i Portugals samhälle

Väntetiden blir 3 år om ansökaren har varit gift med en portugisisk medborgare i åtminstone 3 år.
År 2015 stiftades det en lag i Portugal som skulle ge tillbaka det infödda medborgarskapet till sefarder. Orsaken till detta var viljan att gottgöra sefardernas deportation från Iberiska halvön på 1490-talet. En likadan lag stiftades också i Spanien men deadlinen för ansökningar för spanska medborgarskapet var år 2021. Portugal har inte en sådan deadline. Villkor för att ge tillbaka medborgarskap skärptes sedan en rabbin som verifierade den ryska oligarkens Roman Abramovitj sefardiska bakgrund hade arresterats i Porto år 2022.

## Dubbelt medborgarskap
Portugal erkänner dubbelt medborgarskap. Alla portugisiska medborgare är också automatiskt EU-medborgare.